# مسئله یهود

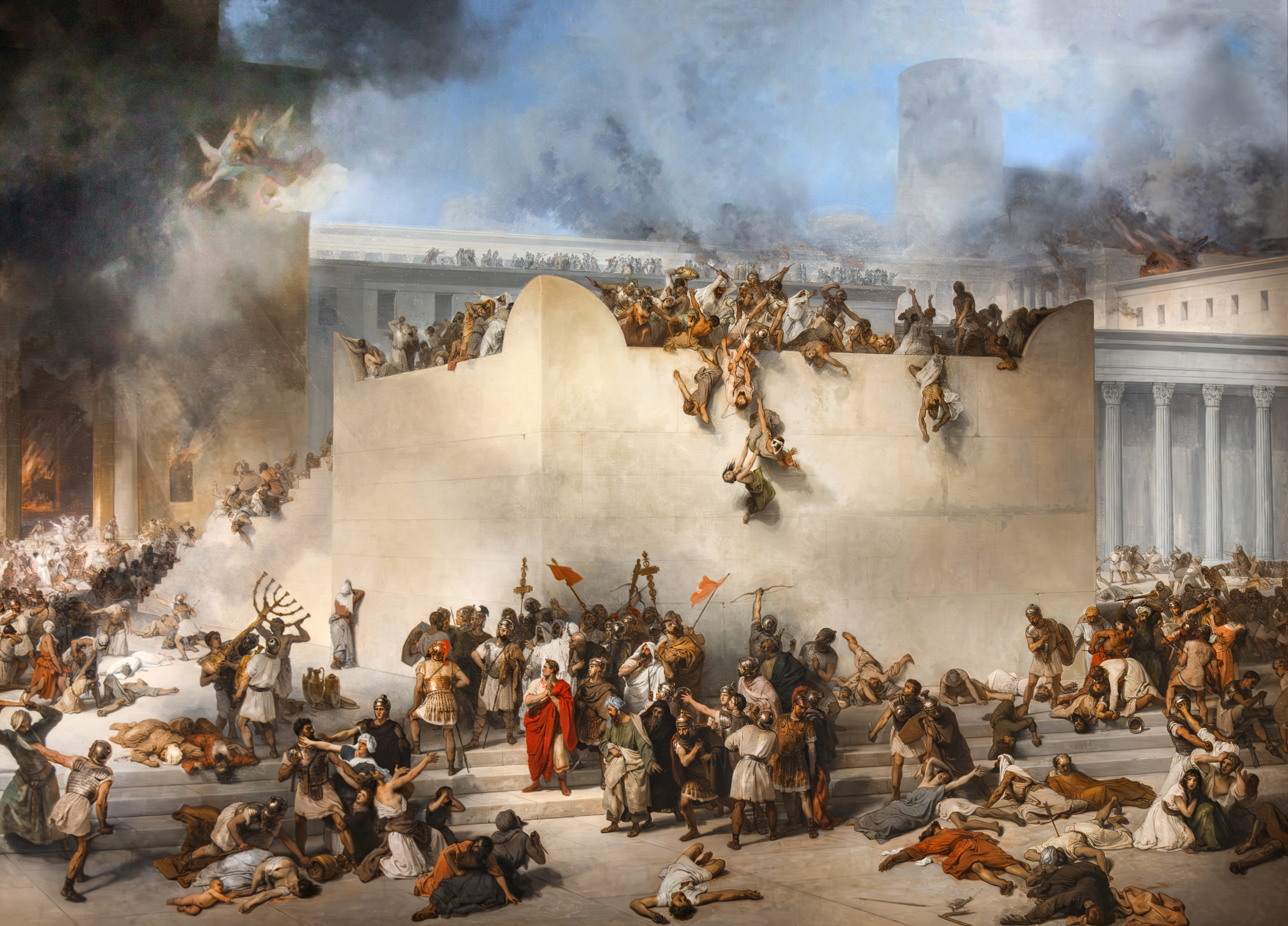
تخریب معبد اورشلیم اثر فرانچسکو هایز

مسئله یهود نامی است که در اروپا به خصوص بعد از انقلاب کبیر فرانسه و در قرن نوزدهم توسط روشنفکران برای بررسی وضعیت و نقش قوم یهود در ساختار سیاسی و اقتصادی و اجتماعی جوامع غربی به کار می‌رفت. این مسئله از زمان انهدام معبد هیکل و مهاجرت گسترده اقوام یهودی تا پایان جنگ جهانی دوم یکی از دغدغه‌های جوامع اروپایی بود.

## تاریخچه یهودا
در سال ۱۴۳ قبل از میلاد سمعان مکابی با استفاده از منازعاتی که سلوکیان با پارت‌ها داشتند یهودا را از کشور سلوکی جدا و مستقل ساخت. او به عنوان سردار و ربن بزرگ دومین دولت یهود را برپا کرد؛ دولتی که تا سال ۷۰ میلادی دوام داشت. این دولت (که به نام حشمونیان معروف است) تحت تأثیر روزافزون تمدن یونانی قرار داشت و گرایش حشمونیان به این فرهنگ موجب اعتراض شدید فریسیان یهودا بود. سالومه الکساندرا (۷۸-۶۹ قبل از میلاد) ملکه یهودا با فریسیان صلح کرد؛ ولی فرزندان وی که تحت تأثیر فرهنگ روم قرار داشتند در جریان یکی از جنگ‌های جانشینی، سرداری رومی به نام پومپیوس را به داوری فراخواندند که در نتیجه این داوری و جنگ‌های متعاقب آن پومپیوس اورشلیم را اشغال و هیرکانوس دوم حاکم یهودا گردید. در نتیجه این دخالت روم، سلطنت مستقل پایان یافت و یهودا جزو ایالت مفتوحه روم یعنی سوریه شد. در سال ۵۴ قبل از میلاد کراسوس که عازم ایران بود؛ معبد هیکل اورشلیم را (که سابقاً پومپیوس مصون داشته بود) غارت کرد. هنگامی که خبر رسید کراسوس در جنگ مغلوب و کشته شده‌است، یهودیان فرصت را برای آزادی خود مغتنم شمردند. این شورش‌ها توسط فرماندار رومی سوریه سرکوب شد و مقدمه به تخت نشاندن هردوس کبیر توسط رومیان فراهم شد.
هردوس در کنار اصلاحات بسیاری که در امور اقتصادی و سیاسی یهودا انجام داد اعلام داشت که هیکل ساخته شده در پانصد سال پیش کوچک است و پیشنهاد کرد که آن را خراب و معبد بزرگتری به جای آن ساخته شود. با وجود اعتراض و نگرانی مردم طرح خود را عملی ساخت و معبد بزرگی بنا نهاد که برای ساخت آن زمینی به مساحت شصت هزار متر مربع روی کوه موریاه را تسطیح کردند. کار ساختمانی این معبد هشت سال، ولی تزیین آن هشتاد سال طول کشید. ولی یهودیان معماری یونانی معبد و نصب عقاب طلا در مدخل آن را نپسندیدند. توطئه‌هایی علیه جان هردوس صورت گرفت ولی هردوس توطئه کنندگان را دستگیر کرد و به قتل رسانید. در نهایت هردوس در سال چهارم قبل از میلاد درگذشت در حالی که مورد تنفر تمام مردم یهودا بود.
به موجب وصیت هردوس یهودا بین سه فرزند او یعنی فیلیپ، فردوس آنتیپاس و آرخلائوس تقسیم شد و بدین ترتیب اورشلیم و بیت الحم به آرخلائوس رسید. تقسیم‌بندی با توجه به تشتت نژادی در قسمت‌های مختلف یهودا بین یونانیان، سوری‌ها و یهودیان بود که توسط روم تقویت می‌شد. غیر از مسایل نژادی از لحاظ عقیدتی هم بین یهودیان اختلاف وجود داشت؛ به اینصورت که سامریون معتقد بودند که یهوه صهیون را به عنوان مقر معبد انتخاب نکرده بلکه جزریم (اورشلیم؟) را برگزیده‌است. این فرقه‌ها البته با وجود اختلاف عقیده با هم در مورد لزوم استقلال از روم هم عقیده بودند.

## دوران انتظار بزرگ
امید به رهایی از تسلط روم و رنج‌های روی زمین با ورود یک رهاننده یزدانی در ادبیات یهودی آن زمان به‌طور گسترده وجود داشت. عقیده عمومی بر این مبنا استوار بود که طبق کتب مکاشفات دوران فرمانروایی شر یا بر اثر دخالت مستقیم خدا یا با روی زمین آمدن پسر یا نماینده اش مسیح یا یک تدهین شده پایان خواهد یافت. عقیده کلی دربارهٔ مسیح این بود که مسیح کفار را مطیع خواهد ساخت، اسراییل را رهایی خواهد بخشید، اورشلیم را پایتخت خود خواهد کرد و همه مردم را به پذیرفتن یهوه و شریعت موسی خواهد آورد. بسیاری از مردم یهود عمر خود را در هیکل با روزه داری و صبر و دعا سپری می‌کردند به این امید که رهاننده را پیش از مردن به چشم خود ببینند.

## مسیح
در اوایل قرن هجدهم در محفل بالینگبروک بحثی محرمانه دربارهٔ امکان عدم وجود عیسی صورت گرفت، بحثی که حتی ولتر از آن جا خورد. ولنی نیز همین تردید را در اثر خویش به نام ویرانه‌های امپراتوری در سال ۱۷۹۱ ابراز داشت. ناپلئون به هنگام ملاقاتش با نویسنده و محقق آلمانی ویلانت در سال ۱۸۰۸ چیزی از او دربارهٔ سیاست و جنگ نپرسید؛ بلکه از او پرسید که به تاریخی بودن مسیح معتقد است یا نه؟ یکی از عمده‌ترین اشتغالات اندیشه نوین در عصر روشنگری فرانسه نقد کتاب مقدس یعنی حمله اوج‌گیرنده ای به اصالت و حقانیت آن بوده‌است.
هرمان رایماروس در هنگام مرگ در سال ۱۷۶۸ دستنویسی ۱۴۰۰ صفحه‌ای از خود به جا گذاشت که شش سال بعد توسط گتهولد لیسینگ قسمت‌هایی از آن تحت عنوان « قطعات ولفنبوتل » منتشر شد. در این کتاب استدلال شده بود که نمی‌توان عیسی را به عنوان بنیان‌گذار مسیحیت در نظر گرفت و درک کرد، بلکه باید او را چهره نهایی و متفوق اسکاتالوژی (آخرت شناسی) یهودیان دانست. در سال ۱۷۹۶ هردر تفاوت ظاهراً سازش ناپذیر میان مسیح موصوف در «انجیل متی، مرقس و لوقا» را با مسیح موصوف در «انجیل یوحنا» را خاطر نشان کرد. داوید اشتراوس در اثری دورانساز به نام « زندگی عیسی » نوشت که به عقیده او می‌بایست ویژگی‌های فوق طبیعی عیسی در انجیل‌ها جزو اسطوره‌ها محسوب شود و باید زندگی حقیقی مسیح به هر شکل بازسازی شود.
در سال ۱۸۴۰ برونو باوئر دست به نگارش یک سلسله آثار جدلی شور انگیز زد تا نشان دهد عیسی اسطوره‌ای بیش نیست، و شکل تشخص یافته کیشی است که در قرن دوم از درهم آمیختن الاهیات یهودی، یونانی و رومی پیدا شده‌است. در سال ۱۸۶۳ کتاب « زندگی عیسی » اثر ارنست رنان بسیاری را با شیوه عقلاییش به وحشت انداخت. در این کتاب نتایج نظریات منتقدان آلمانی یکجا گردآوری شده و مسئله انجیل‌ها را مورد بررسی قرار می‌داد.
مکتب فرانسوی در این زمینه با آبه لوازی به اوج خود رسید. وی متن عهد جدید را موضوع چنان تجزیه تحلیل شدید و دقیقی قرار داد که کلیسای کاتولیک لازم دانست وی را تکفیر کند. در این ضمن در هلند نیز مکتبی متشکل از پیرسون، نابر، و ماتاس با انکار وجود تاریخی عیسی، آن هم با ارائه تفصیلی مدارک این نظریات را تکمیل می‌کردند و در انگلستان اسمیت و م.رابرتسن بر چنین انکاری حجت می‌آوردند.